# Micronephthys sphaerocirrata
Micronephthys sphaerocirrata är en ringmaskart som först beskrevs av Elise Wesenberg-Lund 1949.  Micronephthys sphaerocirrata ingår i släktet Micronephthys och familjen Nephtyidae. Utöver nominatformen finns också underarten M. s. orientalis.